# Kurt Winter (Mediziner)
Kurt Winter (* 11. Mai 1910 in Glehn; † 8. November 1987 in Berlin) war ein deutscher Sozialmediziner, Hochschullehrer, Publizist und Gesundheitspolitiker.

## Leben und Wirken
Josef Kurt Winter wurde 1910 im rheinischen Korschenbroich – Ortsteil Glehn geboren. Er studierte Medizin in München, an der Rheinischen Friedrich-Wilhelms-Universität Bonn und der Humboldt-Universität zu Berlin und schloss sein Studium mit Examen und Promotion in Bern ab. Bis 1937 verbrachte Kurt Winter seine Zeit als Assistenzarzt in der Basler Heilstätte Davos Dorf, an der Berner Universitätskinderklinik und in der Heil- und Pflegeanstalt Kloster Rheinau (Kanton Zürich).
1937 war Winter als Arzt der Internationalen Brigaden im Spanischen Bürgerkrieg tätig. Danach kam er über einen Aufenthalt in Paris nach Oslo, wo er als Flüchtlingsarzt arbeitete. Nach der Okkupation Norwegens durch die deutsche Wehrmacht flüchtete er 1940 nach Schweden und lebte dort bis 1946 im Exil. Hier wirkte er 1943–1944 als Assistent in der zellphysiologischen Abteilung der Universität Stockholm, 1944 als Arzt in der Psychiatrie im Krankenhaus Furunäset/Pitea und die letzten beiden Jahre als wissenschaftlicher Assistent beim Sozialarzt von Stockholm.
1946 kehrte Winter nach Deutschland zurück und wurde zunächst Amtsarzt in Teltow. Von 1947 bis 1948 war er Leiter des Landesgesundheitsamtes Brandenburg, 1948–1949 Vizepräsident der Deutschen Zentralverwaltung für Gesundheitswesen (DZVG) und stellv. Leiter der Hauptabteilung Gesundheitswesen der Deutschen Wirtschaftskommission.
Von 1950 bis 1975 war Kurt Winter am Institut für Sozialhygiene der Humboldt-Universität zu Berlin tätig – ab 1956 als Professor und Direktor.
Von 1967 bis 1979 hatte er die Stellung des Rektors der Akademie für Ärztliche Fortbildung der DDR, dort Leiter des Lehrstuhles Sozialhygiene ab 1975 hauptberuflich.
Von 1949 bis 1981 war Winter Chefredakteur der Zeitschrift für ärztliche Fortbildung.
Kurt Winter war über Jahrzehnte in gesundheitspolitischen Funktionen tätig, in denen er Einfluss auf die Gestaltung des Gesundheitswesens in der DDR nehmen konnte: 1950–1951 Hauptabteilungsleiter im Ministerium für Planung bzw. in der
Staatlichen Plankommission für Kultur und Gesundheitswesen; 1956–1959 Leiter der Abteilung Medizin im Staatssekretariat für Hoch- und
Fachschulwesen; 1958–1962 Mitglied der Ärztekommission des Politbüros der SED (Ständige Kommission beim Politbüro für die medizinische Wissenschaft und Fragen des Gesundheitswesens); 1962–1969 Vizepräsident des Rates für Planung und Koordinierung der medizinischen Wissenschaften beim Ministerium für Gesundheitswesen. Er soll maßgeblich an der Entwicklung der Konzeption der Polikliniken in der DDR beteiligt gewesen sein.
Die DDR ehrte ihn 1975 mit dem Vaterländischen Verdienstorden in Gold.
Er wurde auf dem Zentralfriedhof Friedrichsfelde in Ost-Berlin beigesetzt.

## Veröffentlichungen (Auswahl)
- Zu den Fragen der Hygiene beim Aufbau des Sozialismus. Wiss. Ztschr. Humboldt-Universität 1952: 2,53, math-nat. Reihe 3/4;
- Gegenstand und Aufgabe der Sozialhygiene. In: K. Winter (Hrsg.) Beyer/Winter Lehrbuch der Sozialhygiene (5. Aufl.). Berlin VEB Verlag Volk Gesundheit; 1970: S. 223–30
- Das Gesundheitswesen in der Deutschen Demokratischen Republik : Bilanz nach 30 Jahren. Berlin: 2., überarb. Aufl.Berlin : Verlag Volk u. Gesundheit, 1980